# Lamprosema lentistrialis
Lamprosema lentistrialis là một loài bướm đêm trong họ Crambidae.